# Tapinothelella laboriosa
Tapinothelella laboriosa är en spindelart som beskrevs av Embrik Strand 1909. Tapinothelella laboriosa ingår i släktet Tapinothelella och familjen vårdnätsspindlar. Inga underarter finns listade i Catalogue of Life.